# Embryoglossa
Embryoglossa is een geslacht van vlinders van de familie snuitmotten (Pyralidae), uit de onderfamilie Pyralinae.

## Soorten
- E. aethiopicalis Gaede, 1917
- E. bipuncta Hampson, 1903
- E. striata Wileman, 1916
- E. submarginata (Kenrick, 1917)
- E. variegata Warren, 1896